# 齐克俭
齐克俭（9世纪—9世纪），唐朝末年将领。
唐僖宗中和元年（881年）三月，齐克俭时任奉天镇使，时黄巢大规模农民军入长安，僖宗出奔，凤翔节度使郑畋受任为京城四面诸军行营都统，齐克俭遣使见郑畋请求效力。二年（882年）三月，齐克俭在右神策将军任上被任为左右神策军内外八镇兼博野、奉天行营节度使。齐克俭屯兴平，黄巢军围攻之，决河水灌城，不克。十二月，加同平章事。
黄巢之乱平定后，僖宗罢奉天节度使。齐克俭后事无载。

## 家族
据其家族墓志可知齐克俭郡望为高阳郡齐氏。
- 高祖：齐栩，监察御史、浙西观察判官、知本州军事，曾任括州刺史[5]、吏部郎中[6]
- 曾祖：齐演，朝散大夫、定州司马
- 叔/伯曾祖：齐摠，衢州刺史
- 祖父：齐荣，成德军节度押衙兼博野镇遏兵马使、银青光禄大夫、检校太子宾客兼殿中侍御史、上柱国、赠忠州刺史
- 父：齐志萼（802年—861年7月23日），字茂之，曾为奉天镇押衙兼博野军正将、银青光禄大夫、检校太子宾客、上柱国、高阳县开国男、食邑三百户，官终奉天镇博野军左厢兵马使
- 嫡母：陇西李氏
- 大伯：齐志英（791年—848年4月6日），字弘敷，齐荣长子，银青光禄大夫、检校太子宾客、行金吾卫翊府左郎将、兼御史中丞、上柱国，食邑三百户
- 大伯母：陇西李氏、弘农杨氏，都先齐志英而亡。齐志英最后一任妻为博陵崔氏
- 二伯：齐某，早殁于王事（可能即长庆初年成德军杀节度使田弘正之变）
- 四叔：齐某，早殁于王事（可能即长庆初年成德军杀田弘正事）
- 兄：齐克标
- 弟：齐克建、齐克邕
- 姐妹：浔阳郡翟氏妻
- 堂兄弟：齐志英四子
  - 齐克信
  - 齐克谏（819年—850年），齐志英嗣子，母崔氏。银青光禄大夫、检校太子宾客、庆州行营五千人马步都虞候，死于对党项的战争，追宥州刺史、上柱国
  - 齐克让
  - 齐克侗
- 堂嫂：太原王氏，齐克谏妻
- 堂姐妹：三人
- 堂侄女：齐氏，齐克让女
- 堂侄：齐文节，齐克谏子[7][8][9]